# Canottaggio ai Giochi della XX Olimpiade - Due con maschile
La competizione del Due con maschile dei Giochi della XX Olimpiade si è svolta nei giorni dal 27 agosto al 2 settembre 1972 presso il Regattastrecke Oberschleißheim di Oberschleißheim.

## Programma
| Data              | Round        | Note                                                |
| ----------------- | ------------ | --------------------------------------------------- |
| 27 agosto 1972    | 4 Batterie   | Il vincitore in semifinale. I restanti ai recuperi. |
| 29 agosto 1972    | 4 Recuperi   | I primi due in semifinale.                          |
| 30 agosto 1972    | 2 Semifinali | I primi tre in Finale A. I restanti in finale B.    |
| 1º settembre 1972 | Finale B     |                                                     |
| 2 settembre 1972  | Finale A     |                                                     |

## Risultati

### Batterie
| Pos. | Nazione        | Atleti                                                        | Tempo   | Nota |
| ---- | -------------- | ------------------------------------------------------------- | ------- | ---- |
| 1    | Cecoslovacchia | Oldřich Svojanovský, Pavel Svojanovský Tim. Vladimír Petříček | 7'41"27 | Q    |
| 2    | Svizzera       | René Furler, Nicolas Lindecker Tim. Stefan Hablützel          | 7'46"03 |      |
| 3    | Romania        | Ştefan Tudor, Petre Ceapura Tim. Ladislau Lovrenschi          | 7'47"98 |      |
| 4    | Canada         | Mike Neary, Trevor Josephson Tim. Robert Battersby            | 7'49"54 |      |
| 5    | Norvegia       | Rolf Andreassen, Arne Bergodd Tim. Thor Egil Olsen            | 8'00"56 |      |
| 6    | Belgio         | Paul De Weert, Wilfried Van Herck Tim. Guy Defraigne          | 8'08"51 |      |

| Pos. | Nazione     | Atleti                                                        | Tempo   | Nota |
| ---- | ----------- | ------------------------------------------------------------- | ------- | ---- |
| 1    | Stati Uniti | Mike Staines, Luther Jones Tim. Aaron Herman                  | 7'50"00 | Q    |
| 2    | Polonia     | Wojciech Repsz, Wiesław Długosz Tim. Jacek Rylski             | 7'57"23 |      |
| 3    | Paesi Bassi | Bernard Luttikhuizen, René Kieft Tim. Herman Zaanen           | 8'00"15 |      |
| 4    | Austria     | Rainer Hinteregger, Manfred Grieshofer Tim. Werner Grieshofer | 8'08"88 |      |
| 5    | Uruguay     | Pedro Ciapessoni, Jorge Buenahora Tim. Daniel Jorge           | 8'29"51 |      |

| Pos. | Nazione      | Atleti                                                      | Tempo   | Nota |
| ---- | ------------ | ----------------------------------------------------------- | ------- | ---- |
| 1    | Germania Est | Wolfgang Gunkel, Jörg Lucke Tim. Klaus Neubert              | 7'54"11 | Q    |
| 2    | Bulgaria     | Dimitar Valov, Dimitar Yanakiev Tim. Nenko Dobrev           | 8'01"12 |      |
| 3    | Italia       | Giampaolo Tronchin, Mario Semenzato Tim. Siro Meli          | 8'02"79 |      |
| 4    | Francia      | Jean-Claude Coucardon, Christian Durniak Tim. Alain Lacoste | 8'09"62 |      |
| 5    | Argentina    | Pedro Yucciolino, Rafael Garba Tim. Raúl Mazerati           | 8'20"19 |      |

| Pos. | Nazione          | Atleti                                               | Tempo   | Nota |
| ---- | ---------------- | ---------------------------------------------------- | ------- | ---- |
| 1    | Unione Sovietica | Vladimir Ešinov, Nikolaj Ivanov Tim. Yury Lorentsson | 7'43"84 | Q    |
| 2    | Gran Bretagna    | David Maxwell, Mike Hart Tim. Alan Inns              | 7'49"56 |      |
| 3    | Germania Ovest   | Heinz Mußmann, Bernd Krause Tim. Stefan Kuhnke       | 8'02"19 |      |
| 4    | Finlandia        | Leo Ahonen, Leif Andersson Tim. Antero Yli-Ikkelä    | 8'06"56 |      |
| 5    | Cuba             | Lázaro Rivero, Teófilo López Tim. Jesús Rosello      | 8'17"34 |      |

### Recuperi
| Pos. | Nazione       | Atleti                                                        | Tempo   | Nota |
| ---- | ------------- | ------------------------------------------------------------- | ------- | ---- |
| 1    | Gran Bretagna | David Maxwell, Mike Hart Tim. Alan Inns                       | 8'01"14 | Q    |
| 2    | Norvegia      | Rolf Andreassen, Arne Bergodd Tim. Thor Egil Olsen            | 8'03"50 | Q    |
| 3    | Italia        | Giampaolo Tronchin, Mario Semenzato Tim. Siro Meli            | 8'10"46 |      |
| 4    | Austria       | Rainer Hinteregger, Manfred Grieshofer Tim. Werner Grieshofer | 8'15"94 |      |

| Pos. | Nazione     | Atleti                                              | Tempo   | Nota |
| ---- | ----------- | --------------------------------------------------- | ------- | ---- |
| 1    | Bulgaria    | Dimitar Valov, Dimitar Yanakiev Tim. Nenko Dobrev   | 8'10"94 | Q    |
| 2    | Canada      | Mike Neary, Trevor Josephson Tim. Robert Battersby  | 8'12"69 | Q    |
| 3    | Paesi Bassi | Bernard Luttikhuizen, René Kieft Tim. Herman Zaanen | 8'17"37 |      |
| 4    | Cuba        | Lázaro Rivero, Teófilo López Tim. Jesús Rosello     | 8'37"14 |      |

| Pos. | Nazione   | Atleti                                               | Tempo   | Nota |
| ---- | --------- | ---------------------------------------------------- | ------- | ---- |
| 1    | Romania   | Ştefan Tudor, Petre Ceapura Tim. Ladislau Lovrenschi | 8'08"34 | Q    |
| 2    | Polonia   | Wojciech Repsz, Wiesław Długosz Tim. Jacek Rylski    | 8'10"87 | Q    |
| 3    | Finlandia | Leo Ahonen, Leif Andersson Tim. Antero Yli-Ikkelä    | 8'11"89 |      |
| 4    | Argentina | Pedro Yucciolino, Rafael Garba Tim. Raúl Mazerati    | 8'31"51 |      |

| Pos. | Nazione        | Atleti                                                      | Tempo   | Nota |
| ---- | -------------- | ----------------------------------------------------------- | ------- | ---- |
| 1    | Germania Ovest | Heinz Mußmann, Bernd Krause Tim. Stefan Kuhnke              | 8'07"95 | Q    |
| 2    | Svizzera       | René Furler, Nicolas Lindecker Tim. Stefan Hablützel        | 8'11"53 | Q    |
| 3    | Francia        | Jean-Claude Coucardon, Christian Durniak Tim. Alain Lacoste | 8'15"25 |      |
| 4    | Belgio         | Paul De Weert, Wilfried Van Herck Tim. Guy Defraigne        | 8'16"26 |      |
| 5    | Uruguay        | Pedro Ciapessoni, Jorge Buenahora Tim. Daniel Jorge         | 8'52"42 |      |

### Semifinali
| Pos. | Nazione        | Atleti                                             | Tempo   | Nota |
| ---- | -------------- | -------------------------------------------------- | ------- | ---- |
| 1    | Germania Est   | Wolfgang Gunkel, Jörg Lucke Tim. Klaus Neubert     | 8'13"87 | Q    |
| 2    | Germania Ovest | Heinz Mußmann, Bernd Krause Tim. Stefan Kuhnke     | 8'19"86 | Q    |
| 3    | Polonia        | Wojciech Repsz, Wiesław Długosz Tim. Jacek Rylski  | 8'20"69 | Q    |
| 4    | Gran Bretagna  | David Maxwell, Mike Hart Tim. Alan Inns            | 8'21"61 |      |
| 5    | Stati Uniti    | Mike Staines, Luther Jones Tim. Aaron Herman       | 8'25"40 |      |
| 6    | Canada         | Mike Neary, Trevor Josephson Tim. Robert Battersby | 8'28"82 |      |

| Pos. | Nazione          | Atleti                                                        | Tempo   | Nota |
| ---- | ---------------- | ------------------------------------------------------------- | ------- | ---- |
| 1    | Unione Sovietica | Vladimir Ešinov, Nikolaj Ivanov Tim. Yury Lorentsson          | 8'07"34 | Q    |
| 2    | Cecoslovacchia   | Oldřich Svojanovský, Pavel Svojanovský Tim. Vladimír Petříček | 8'07"88 | Q    |
| 3    | Romania          | Ştefan Tudor, Petre Ceapura Tim. Ladislau Lovrenschi          | 8'10"89 | Q    |
| 4    | Bulgaria         | Dimitar Valov, Dimitar Yanakiev Tim. Nenko Dobrev             | 8'20"21 |      |
| 5    | Norvegia         | Rolf Andreassen, Arne Bergodd Tim. Thor Egil Olsen            | 8'30"29 |      |
| 6    | Svizzera         | René Furler, Nicolas Lindecker Tim. Stefan Hablützel          | 8'32"34 |      |

### Finale B
| Pos. | Nazione       | Atleti                                               | Tempo   | Nota |
| ---- | ------------- | ---------------------------------------------------- | ------- | ---- |
| 7    | Norvegia      | Rolf Andreassen, Arne Bergodd Tim. Thor Egil Olsen   | 7'58"45 |      |
| 8    | Gran Bretagna | David Maxwell, Mike Hart Tim. Alan Inns              | 7'59"57 |      |
| 9    | Canada        | Mike Neary, Trevor Josephson Tim. Robert Battersby   | 8'00"27 |      |
| 10   | Bulgaria      | Dimitar Valov, Dimitar Yanakiev Tim. Nenko Dobrev    | 8'01"86 |      |
| 11   | Stati Uniti   | Mike Staines, Luther Jones Tim. Aaron Herman         | 8'04"80 |      |
| 12   | Svizzera      | René Furler, Nicolas Lindecker Tim. Stefan Hablützel | 8'05"54 |      |

### Finale A
| Pos.    | Nazione          | Atleti                                                        | Tempo   | Nota |
| ------- | ---------------- | ------------------------------------------------------------- | ------- | ---- |
| Oro     | Germania Est     | Wolfgang Gunkel, Jörg Lucke Tim. Klaus Neubert                | 7'17"25 |      |
| Argento | Cecoslovacchia   | Oldřich Svojanovský, Pavel Svojanovský Tim. Vladimír Petříček | 7'19"57 |      |
| Bronzo  | Romania          | Ştefan Tudor, Petre Ceapura Tim. Ladislau Lovrenschi          | 7'21"36 |      |
| 4       | Germania Ovest   | Heinz Mußmann, Bernd Krause Tim. Stefan Kuhnke                | 7'21"52 |      |
| 5       | Unione Sovietica | Vladimir Ešinov, Nikolaj Ivanov Tim. Yury Lorentsson          | 7'24"44 |      |
| 6       | Polonia          | Wojciech Repsz, Wiesław Długosz Tim. Jacek Rylski             | 7'28"92 |      |